# فيرنر براندت
فيرنر براندت (بالألمانية: Werner Brandt)‏ هو مدير ألماني، ولد في 3 يناير 1954 في هيرنه في ألمانيا.

## روابط خارجية
- فيرنر براندت على موقع مونزينجر (الألمانية)